# هفت شهر عشق (نمایش)
هفت شهر عشق از نمایش‌های موفق پری صابری بود که بر پایه هفت شهر عشق عطار نیشابوری در تابستان ۱۳۷۴ در تالار روباز کاخ سعد آباد (ایوان عطار) اجرا شد.
هفت شهر عشق روایت پرندگانی است که برای یافتن سیمرغ با یکدیگر همراه شده و به طور نمادین از هفت مرحله سلوک عرفانی می‌گذرند. سی پرنده‌ای که باقی می‌مانند در انتها به سی‌مرغ می‌رسند.